# DayZ (modd)
DayZ är en prisbelönad Open world-survival horror-spelmodd designad av Dean "Rocket" Hall till förstapersonsskjutaren ARMA 2 från 2009 och dess expansionspaket, ARMA 2: Operation Arrowhead från 2010. Modden placerar spelaren i den fiktiva postsovjetiska staten Chernarus, där ett okänt virus har förvandlat de flesta av befolkningen till infekterade, våldsamma zombies. Spelaren är en överlevare med begränsad packning som måste leta runt spelvärlden efter förnödenheter såsom mat, vatten, vapen och läkemedel, och samtidigt döda eller undvika både zombies och andra spelare, och ibland icke-spelbara karaktärer, i ett försök att överleva Zombieapokalypsen.
DayZ har fått mycket beröm i spelmediet för sina innovativa designelement. Kotaku och Eurogamer beskriver det som kanske den bästa zombiespelet som någonsin gjorts. PC Gamer kallar det som ett av de viktigaste PC-spelet år 2012 samt ett av de fem läskigaste spelen genom tiderna. PC PowerPlay gav spelet utmärkelsen Game of the Year och rankade det som det femte bästa PC-spelet genom tiderna. Modden spelades av en miljon spelare i sina första fyra månader den 6 augusti 2012, och hundratusentals personer köpte ARMA 2 bara för att spela den.
Modd-versionen av DayZ är fortfarande kvar i utveckling av sitt av dess forum, medan en fristående spelversion är för närvarande under utveckling av Dean Hall och ARMA 2:s skapare Bohemia Interactive.